# Rhinecliff (New York)
Rhinecliff település az Amerikai Egyesült Államok New York államában, Ne megyében. Lakosainak száma 380 fő (2020. április 1.).

## Közlekedés
A települést érinti az Amtrak egyik távolsági vasúti járata is, az Empire Service.

## Népesség
A település népességének változása:

| 2010 | 425 |
| 2020 | 380 |